# Генрих де Бурбон-Верней
Генрих (Анри) де Бурбон, герцог Верней (Вернёй; фр. Henri de Bourbon, duc de Verneuil; 3 ноября 1601[…], Венсен — 28 мая 1682[…], Вернёй-ан-Алатт) — узаконенный внебрачный сын короля Франции Генриха IV и  его фаворитки Екатерины-Генриетты де Бальзак д’Антраг, маркизы де Верней.

## Биография
Генрих родился в один год со своим единокровным братом, будущим Людовиком XIII. В 1603 году, в возрасте около двух лет, Генрих был узаконен отцом в качестве официально признанного внебрачного сына. 
Примерно в то же время его мать вместе со своей семьей организовала заговор против Генриха IV, желая, чтобы в результате её сын стал наследником престола. Эта претензия основывалась на том, что Генрих IV подписал письменное обещание о браке с Екатериной де Бальзак до женитьбы на Марии Медичи, матери Людовика XIII, а сам Генрих родился немного раньше, чем Людовик. Заговор не увенчался успехом, но король пощадил заговорщиков. Тем не менее, маленький Анри и его мать не появлялись при дворе вплоть до 1607 года.
В возрасте пяти лет Генрих де Бурбон получил в управление (комменду) аббатство святой Троицы в Тироне, с которого с тех пор получал доход. Позднее он также получил в комменду богатый монастырь Сен-Жермен-де-Пре. В 1607 году Генрих IV попытался сделать своего шестилетнего внебрачного сына епископом Меца, но Папа Римский отказался утверждать его кандидатуру. В результате переговоров между королём и папой было решено, что епископскую кафедру Меца займёт временный епископ, француз кардинал Живри, который уйдёт в отставку, когда Анри достигнет совершеннолетия. Когда кардинал Живри скончался (в 1612 году) Папа Римский всё таки согласился утвердить 11-летнего Генриха епископом, хотя тот ещё не был рукоположен. Фактическое управление архиепархией Меца осуществлял сперва капитул, а в дальнейшем викарный епископ (епископ-суффраган). Достигнув совершеннолетия, Генрих де Бурбон всё таки был рукоположен во священники, но в Мец никогда не ездил и к управлению епархией не приступал. 
Получив образование в Париже в Клермонском колледже, Генрих де Бурбон предпочитал проживать в столице. В 1652 году его попросили уступить епархию Меца кардиналу Мазарини, на что он согласился и что фактически и сделал в том же году, однако папа признал эту перестановку только в 1659 году, на семь лет позже. Такая странная чехарда вокруг епархии Меца объяснялась тем, что Мец находился на границе немецких земель и Франции, и Папа Римский теоретически мог передать управление кафедрой Меца епископу-немцу, чего не желали французские короли. 
В обмен на свою уступчивость Генрих де Бурбон был щедро награждён Мазарини. Он стал рыцарем ордена Святого Духа (в 1661 году), герцогом Верней и пэром Франции (в 1663). В 1665 году он был французским послом в Англии, а в 1666 году получил должность губернатора Лангедока.
Перестав быть епископом, Генрих де Бурбон получил возможность жениться. В 1668 году он сочетался браком с Шарлоттой Сегье де Вильмор (1622—1704), дочерью  канцлера Франции Пьера Сегье и вдове Максимильена III де Бетюна, герцога Сюлли (внука и тёзки великого Сюлли, ближайшего друга и сподвижника Генриха IV). Брак был бездетным. 
Генрих де Бурбон скончался в замке Верней в Вернёй-ан-Алатт в возрасте 80 лет и был похоронен в кармелитском монастыре в Понтуазе. Его наследницей стала вдова, Шарлотта Сегье а посредником по исполнению завещания выступал Гаспар III де Фьюбе, канцлер малого двора королевы.